# Biofizika
Biofizika je interdisciplinarna znanost koja koristi fizikalne metode (i teorije) za proučavanje bioloških sustava. Biofizika proučava sve razine biološke organizacije, od molekulske skale, do cijelih organizama i ekosustava. Najčešća preklapanja s bofizikalnim istraživanjima događaju se u biokemiji, nanotehnologiji, bioinženjeringu i agrofizici. Vrlo često se navodi da je biofizika most između fizike i biologije.
Među prve biofizičare svrstavaju se Luigi Galvani i Hermann von Helmholtz. Djelovanje Valea Vouka i Siniše Maričića početkom 1960-ih smatraju se početcima u Hrvatskoj. Centri današnjih istraživanja u biofizici u Hrvatskoj su: Institut Ruđer Bošković, Sveučilište u Zagrebu (Farmaceutsko-biokemijski fakultet u Zagrebu, Prirodoslovno-matematički fakultet u Zagrebu, Medicinski fakultet u Zagrebu) te Sveučilište u Splitu.

## Vanjske poveznice
- Hrvatsko biofizičko društvo